# Hot Rocks 1964–1971
《Hot Rocks 1964–1971》은 1971년 12월 20일에 런던 레코드가 발매한 영국의 록 밴드 롤링 스톤스의 컴필레이션 음반이다. 이 음반은 롤링 스톤스의 경력에 대한 베스트 셀러와 지속적이고 대중적인 회고전이 되었다. 이 음반은 첫 10년 동안 이 밴드의 가장 큰 히트곡 대부분을 담고 있지만, 그 중 몇 곡은 〈Play with Fire〉, 〈Under My Thumb〉 그리고 〈Gimme Shelter〉와 같은 눈에 띄는 음반 트랙을 포함시켜 이 시대에 롤링 스톤스의 음악에 대한 좀 더 폭넓은 인상을 준다. 실루엣 안에 있는 실루엣의 상징적인 커버 사진은 사진작가 론 라파엘리가 찍은 것이다.

## 발매 및 평가
| 평가 점수                | 평가 점수 |
| 출처                     | 점수      |
| ------------------------ | --------- |
| AllMusic                 | [ 1 ]     |
| Christgau's Record Guide | B–        |
| Rolling Stone            | [ 3 ]     |
| Tom Hull                 | A         |

《Hot Rocks 1964–1971》은 빌보드 200에서 4위로 정점을 찍었고, 2020년 8월, 현재 이 음반은 차트에서 342주를 보냈다. 이 음반은 미국 음반 산업 협회에 의해 12배의 플래티넘 인증을 받았다. Urban Jungle Tour에 맞춰 1990년 5월 21일까지 영국에서 발매되지 않아 3위에 올랐고, 2020년 8월, 현재 260주 동안 영국 톱 200에서 활동 중이다.
로버트 크리스트가우는 "롤링 스톤스가 마음에 들지 않으면 이것이 샘플러 역할을 할지도 몰라요... 보세요, 어떻게 작동하는지는 이렇습니다. 여기에 대표되지 않는 《Their Satanic Majesties Request》를 제외하면 60년대 스튜디오 음반은 모두 필수품입니다."라고 이 음반을 B-로 평가하며 글을 썼다.
2002년 8월, ABKCO 레코드에 의해 《Hot Rocks 1964–1971》이 새로 리마스터된 CD와 SACD 디지팩으로 재발매되었다.

## 곡 목록
모든 곡들은 특별한 언급이 없는 한 믹 재거와 키스 리처즈에 의해 작사/작곡하였다.
| #  | 제목                              | 작사·작곡                      | 재생 시간 |
| -- | --------------------------------- | ------------------------------ | --------- |
| 1. | 〈Time Is on My Side〉            | 제리 라고보이                  | 3:00      |
| 2. | 〈Heart of Stone〉                |                                | 2:49      |
| 3. | 〈Play with Fire〉                | 냉커 펠지                      | 2:13      |
| 4. | 〈(I Can't Get No) Satisfaction〉 |                                | 3:43      |
| 5. | 〈As Tears Go By〉                | 재거, 리처즈, 앤드류 루그 올덤 | 2:44      |
| 6. | 〈Get Off of My Cloud〉           |                                | 2:55      |

| #  | 제목                               | 재생 시간 |
| -- | ---------------------------------- | --------- |
| 1. | 〈Mother's Little Helper〉         | 2:44      |
| 2. | 〈19th Nervous Breakdown〉         | 3:56      |
| 3. | 〈Paint It Black〉                 | 3:22      |
| 4. | 〈Under My Thumb〉                 | 3:42      |
| 5. | 〈Ruby Tuesday〉                   | 3:16      |
| 6. | 〈Let's Spend the Night Together〉 | 3:37      |

| #  | 제목                       | 재생 시간 |
| -- | -------------------------- | --------- |
| 1. | 〈Jumpin' Jack Flash〉     | 3:41      |
| 2. | 〈Street Fighting Man〉    | 3:14      |
| 3. | 〈Sympathy for the Devil〉 | 6:18      |
| 4. | 〈Honky Tonk Women〉       | 3:00      |
| 5. | 〈Gimme Shelter〉          | 4:31      |

| #  | 제목                                   | 재생 시간 |
| -- | -------------------------------------- | --------- |
| 1. | 〈Midnight Rambler〉 (Live)            | 9:05      |
| 2. | 〈You Can't Always Get What You Want〉 | 7:30      |
| 3. | 〈Brown Sugar〉                        | 3:48      |
| 4. | 〈Wild Horses〉                        | 5:42      |

## 인증
| 국가                                             | 인증         | 판매량/출하량 |
| ------------------------------------------------ | ------------ | ------------- |
| 프랑스 (SNEP) Release titled Les Années Stones 1 | 골드         | 125,500       |
| 뉴질랜드 (RMNZ)                                  | 플래티넘     | 15,000^       |
| 영국 (BPI)                                       | 2× 플래티넘  | 600,000^      |
| 미국 (RIAA)                                      | 12× 플래티넘 | 12,000,000^   |
| ^출하량을 기반으로 한 인증                       |              |               |

## 같이 보기
- 미국에서 가장 많이 팔린 음반 목록